# La Caleruela
La Caleruela es una pedanía de la localidad de Villacarrillo, provincia de Jaén, en la comunidad autónoma de Andalucía, España. Se encuentra a 11 km de Villacarrillo, en la parte sur de la comarca de Las Villas, siendo el anejo de Villacarrillo más alejado del núcleo urbano.
Según el INE, en el año 2018 constaba de una población de 183 personas.
Se ubica en la vega del Guadalquivir, frente a la localidad de Santo Tomé. Las viviendas de la pedanía se extienden a lo largo de la carretera, conocida como Carril de La Caleruela.

## Toponimia
El topónimo Caleruela es muy probable que proceda del diminutivo castellano bajomedieval de calera (horno de cal). En el Diccionario de Madoz (1850) ya se cita la existencia de hornos de reverbero o cal justo en la zona de la pedanía.

## Demografía
Evolución de la población
| Gráfica de evolución demográfica de La Caleruela entre 2000 y 2018 |
|                                                                    |
| Población de derecho (2000-2018) según el padrón municipal del INE |

## Fiestas patronales
Las tradicionales fiestas patronales de La Caleruela se celebran el último fin de semana de julio, en honor de la Virgen del Carmen y el Sagrado Corazón de Jesús. Por estas fechas, la localidad amplía notablemente su población con visitantes y veraneantes del entorno que participan en las celebraciones.